# The Lost Tapes
The Lost Tapes (deutsch: Die Verschollenen Tonbänder) ist das siebte Album vom New Yorker Rapper Nas. Auf dem Album befindet sich unveröffentlichtes Material von der zweiten CD des ursprünglichen Doppelalbums I Am… Der Rest sind nicht veröffentlichte Songs, die während der Zeit von Stillmatic entstanden sind, und einige neue Titel.
In dem Stück Fetus erzählt Nas über das Leben im Bauch seiner Mutter vor seiner Geburt. The Lost Tapes zählt zusammen mit Stillmatic und God’s Son zu den Alben, die sich Nas Fans immer gewünscht haben und in der Zeit von 1997 bis 2000 etwas vermisst haben. Auf dem Coverbild wird eine ausgegrabene Truhe mit Tonbändern und weiterem Inhalt wie Mikrofon und Ausweis dargestellt.
„The Lost Tapes ist nicht mit anderen unveröffentlichten oder neu zusammengestellten Alben zu vergleichen. Solche CDs sind oft dafür bekannt, dass sie nur einen großartigen Song enthalten, und der Rest ist meistens Müll, aber nicht hier... The Lost Tapes ist vielen richtigen Studioalben qualitativ weit voraus. Kein Schnick Schnack, kein Medienrummel, kein Bullshit.“
Steve 'Flash' Juon von RapReviews.com.

## Titelliste
| #  | Titel                                        | Songwriter                                                               | Produzent(en)           | Performer |
| -- | -------------------------------------------- | ------------------------------------------------------------------------ | ----------------------- | --------- |
| 1  | „Doo Rags“                                   | Nasir Jones Larry Gates M. Bell                                          | Precision               | Nas       |
| 2  | „My Way“                                     | Nasir Jones Alan Maman                                                   | The Alchemist           | Nas       |
| 3  | „U Gotta Love It“                            | Nasir Jones Leshan David Lewis Carlos Wilson Louis Wilson Ricardo Wilson | L.E.S.                  | Nas       |
| 4  | „Nothing Lasts Forever“                      | Nasir Jones Leshan David Lewis                                           | L.E.S.                  | Nas       |
| 5  | „No Idea's Original“                         | Nasir Jones Alan Maman Barry White                                       | The Alchemist           | Nas       |
| 6  | „Blaze A 50“                                 | Nasir Jones Leshan David Lewis Jean-Claude Olivier Samuel Barnes         | L.E.S., Poke & Tone     | Nas       |
| 7  | „Everybody’s Crazy“                          | Nasir Jones Dana Stinson                                                 | Rockwilder              | Nas       |
| 8  | „Purple“                                     | Nasir Jones T. Spearman                                                  | Hill Inc.               | Nas       |
| 9  | „Drunk By Myself“                            | Nasir Jones Alvin West Samuel Barnes Jean-Claude Olivier                 | Alvin West, Poke & Tone | Nas       |
| 10 | „Black Zombie“                               | Nasir Jones T. Spearman                                                  | Hill Inc.               | Nas       |
| 11 | „Poppa Was a Playa“                          | Nasir Jones Kanye West Allan Wayne Felder Norman Ray Harris              | Kanye West              | Nas       |
| 12 | „Fetus (Belly Button Window)“ [Hidden Track] |                                                                          | Trackmasters            | Nas       |